# Jachtenbouw Beenhakker
Jachtenbouw Beenhakker was een kleine scheepswerf, die gevestigd was langs de binnenkant van de dijk langs de Noord in Alblasserdam. Het woonhuis van voormalige kachelsmid Beenhakker stond onderdijks met daarnaast een loods met daarin de werkplaats. Als de jachten aan de binnenkant van de dijk gereed waren werden ze met een trekker de dijk opgetrokken. Ze konden ook op een trailer worden geladen en zo via de weg naar de klant worden gebracht.
Het bekendste product van de werf is de lelievlet, die de standaardboot van vrijwel alle waterscoutinggroepen in Nederland werd. Deze vlet kan zowel door spierkracht (gewrikt en geroeid) als door de wind (gezeild) worden voortbewogen. Het prototype (nummer 0) werd diverse malen verbouwd en aangepast om te voldoen aan de gestelde eisen. Na uitgebreide proefvaarten werd lelievlet nummer 1 op 12 juni 1955 aan de Zeeverkennersgroep Titus Brandsma overgedragen. 
Ook plaatwerkerij en botenbouwer BEJA uit Papendrecht heeft wat boten naar het ontwerp van Beenhakker gebouwd, maar na 1 juni 1983 was dat geschiedenis. Op 31 augustus 1995 is het bedrijf door Jacob Beenhakker uitgeschreven. Botenbouw Tukker uit Gorinchem heeft een deel van de productie overgenomen. In 2015 is botenbouw Tukker echter failliet gegaan. De lelievletten worden toch nog steeds gebouwd, zowel door een gespecialiseerde werf als door zelfbouw.
Van de schepen van Beenhakker zijn geen tekeningen meer beschikbaar, volgens de familie Beenhakker zijn deze vernietigd.